# ارواکسپرس
ارواکسپرس (روسی: ООО "Аэроэкспресс") شرکت ترابری ریلی روس است، که در سال ۲۰۰۵ تأسیس شد.